# Valerio Gravisi
Valerio Gravisi (Trieste, 26 maggio 1907 – Campomorone, 6 gennaio 1971) è stato un allenatore di calcio e calciatore italiano, di ruolo centrocampista.
Era il fratello minore del calciatore Giovanni Gravisi o Gravisi I e per questo era conosciuto come Gravisi II.

## Carriera
Mezzala, crebbe calcisticamente tra le file del sodalizio triestino Ponziana, trasformatosi nel 1928 in ASPE. Nel 1930 passò al Padova per svolgere il servizio militare, e due anni dopo venne acquistato dal Napoli, approdando così in Serie A. Esordì in massima serie il 18 settembre 1932, prima giornata della stagione 1932-1933 nella vittoria a Napoli contro la Lazio per 3-1, realizzando la sua prima rete nella massima categoria la settimana dopo a Trieste nel pareggio per 2-2 dei campani contro la Triestina; a fine campionato la squadra si classificò al terzo posto a pari merito con il Bologna, a cui Gravisi contribuì con otto reti (che lo resero terzo miglior cannoniere della squadra, dietro solo ad Attila Sallustro ed Antonio Vojak), tra cui una contro l'Ambrosiana (vicecampioni al termine del campionato) nella vittoria dei partenopei in trasferta a Milano del 25 giugno 1933 per 5-3. In maglia azzurra restò per tre stagioni collezionando 40 presenze e 12 reti, quindi giocò le ultime stagioni della carriera con le maglie di Livorno e L'Aquila, in Serie B.
Allenò lo Spoleto e il Sansepolcro.